# Печери Шмерлінга
Печери Шмерлінга (також відомі як Grottes d'Engis, що означає «Печери Анжі») — це група печер, розташованих у Валлонії на правому березі річки Авірс, поблизу села Авірс у Флемалі, Бельгія. Печери відомі своїми минулими знахідками скам'янілостей, зокрема гомінідів. Їх дослідив у 1829 році Філіп-Чарльз Шмерлінг, який виявив у нижній печері останки двох особин, одна з яких, нині відома як Анжі 2, була скам'янілістю першого знайденого неандертальця; інший був людиною розумною доби неоліту. Ця нижня печера, також відома як Trô Cwaheur або Trou Caheur, з тих пір завалилася. Третя печера була знищена через роботи в сусідньому кар'єрі Ancienne Carrière des Awirs.
Печери занесені до списку Cultural Heritage of Wallonia місце з 1978 року, а також Exceptional Cultural Heritage of Wallonia з 2013 року, через скам'янілості неандертальця.

## Назва, місцезнаходження та знахідки

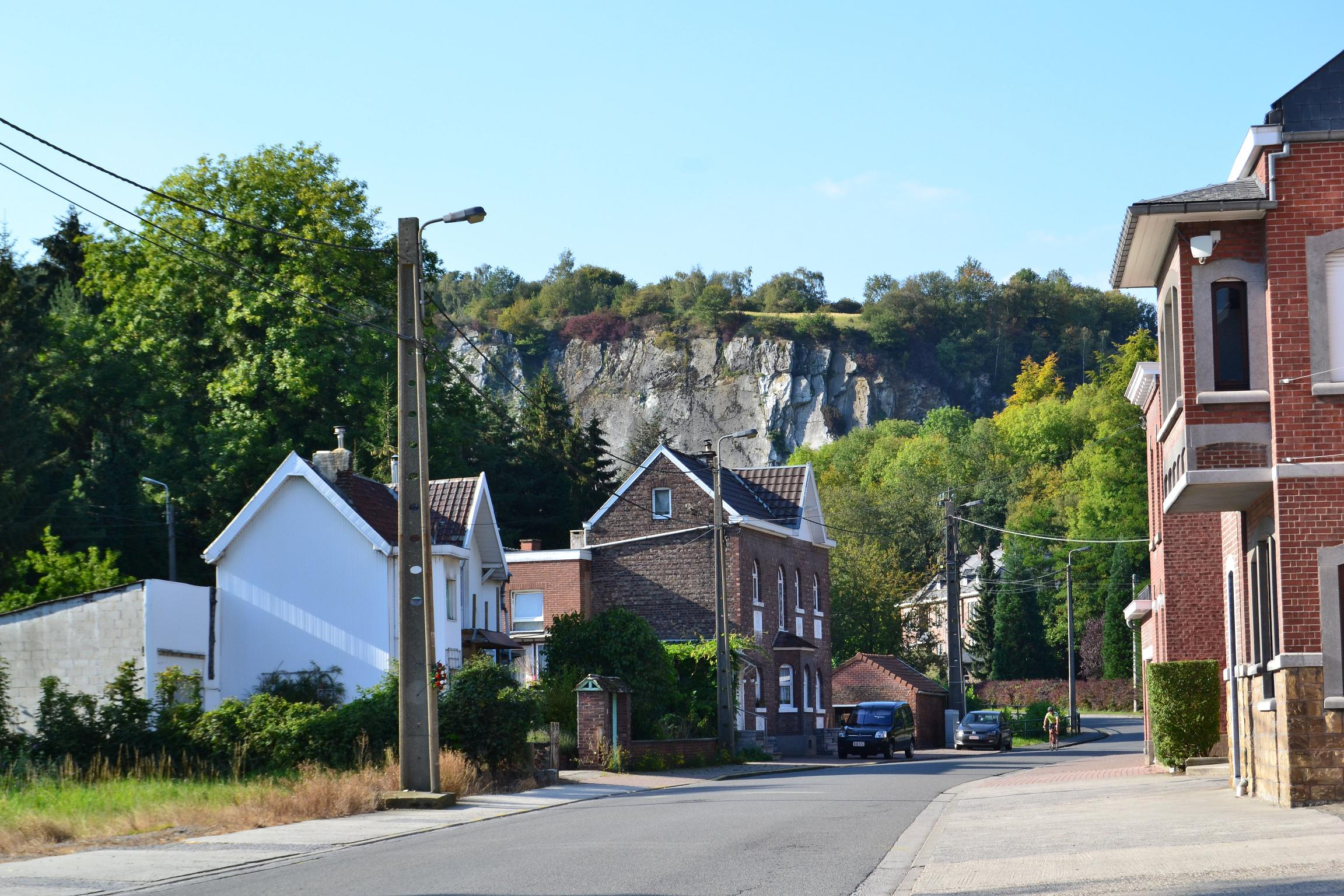
Вид на кар'єр Авірс із плато Des Fagnes, що нависає в долині Авірс, на правому березі потоку, що йде від місця злиття з Маасом. Печери розташовані праворуч від кар'єру.

Шмерлінг назвав печери на честь Анжі, оскільки він дістався до них із плато де Фань, яке розташоване в комуні Анжі. Він зміг дістатися до них, спустившись за допомогою мотузки та зісковзнувши зі схилу скелі. Самі печери фактично розташовані в межах комуни Авірс. У 1951 році місцева група «виправила» помилку, розмістивши табличку в нижній печері, ідентифікуючи її як печеру Шмерлінга.
Шмерлінг думав, що знайшов у печерах останки трьох людей. Неподалік він також знайшов інструменти, виготовлені людьми. Інструменти та різьблення, зроблені силексом, змусили його стверджувати, що «допотопні» людські руки мали бути відповідальними, навіть якщо людські останки не були знайдені; Таким чином, Шмерлінг був одним із перших, хто визнав існування доісторичної людини. Череп дитини не ідентифікували як неандертальця до 1936 року.
У 1989 році біля підніжжя пагорба встановлено пам'ятник Шмерлінгу, що складається з бюста на кам'яній основі; його було перенесено на міську площу Авірса у 2001 році.

## Опис

### Верхня печера

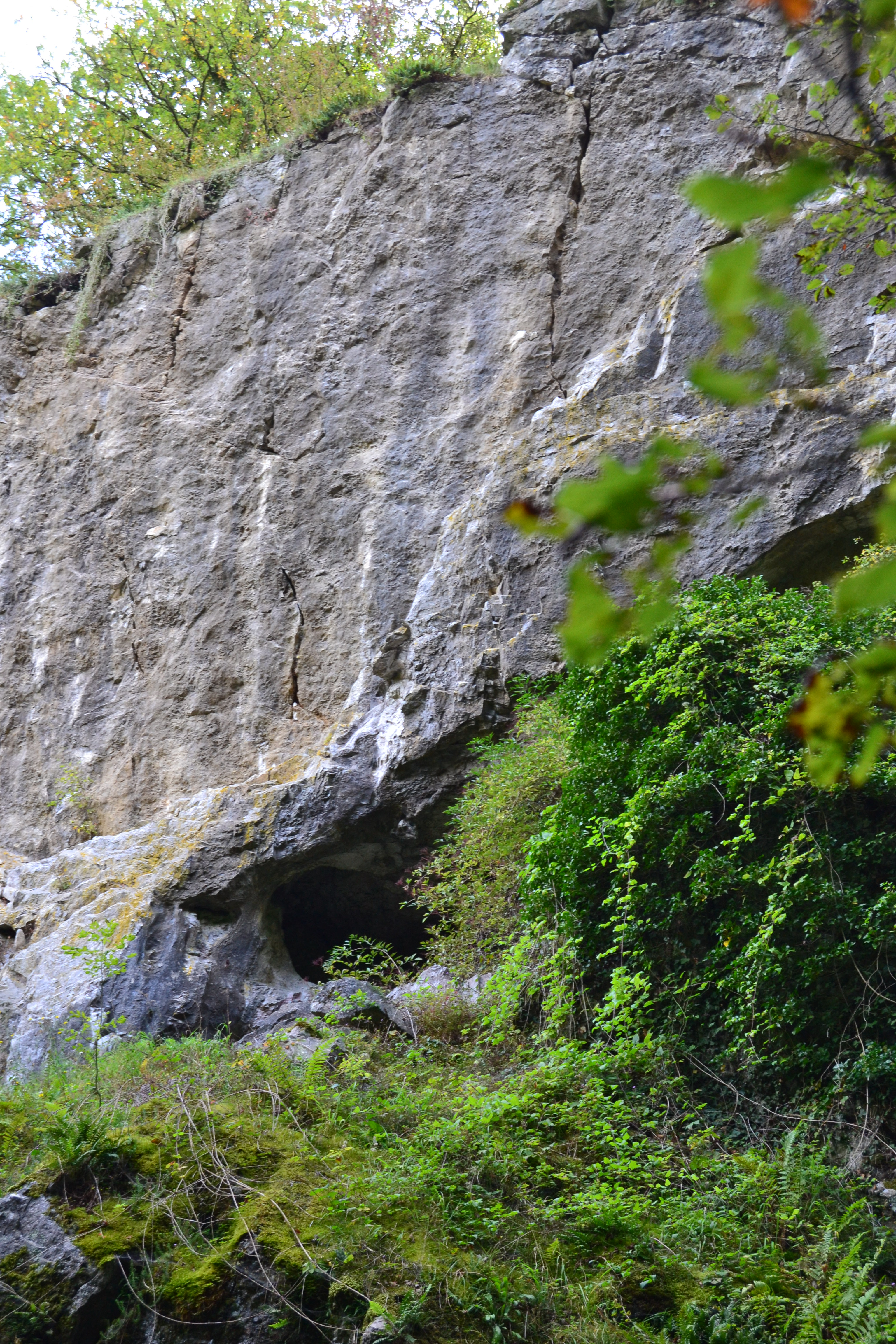
Верхня печера; вище плато де Фань, з якого спустився Шмерлінг

Розміри верхньої печери, яка відкривається на північ, 5 м завширшки, 6 м заввишки, 17 м завглибшки, з невеликою галереєю праворуч. Біля входу, на 2 м ґрунту, Шмерлінг виявив:
- людський різець
- грудні хребці людини
- фаланга людини
- останки ведмедів, гієн, коней і жуйних тварин
- силексові інструменти.

### Нижня печера

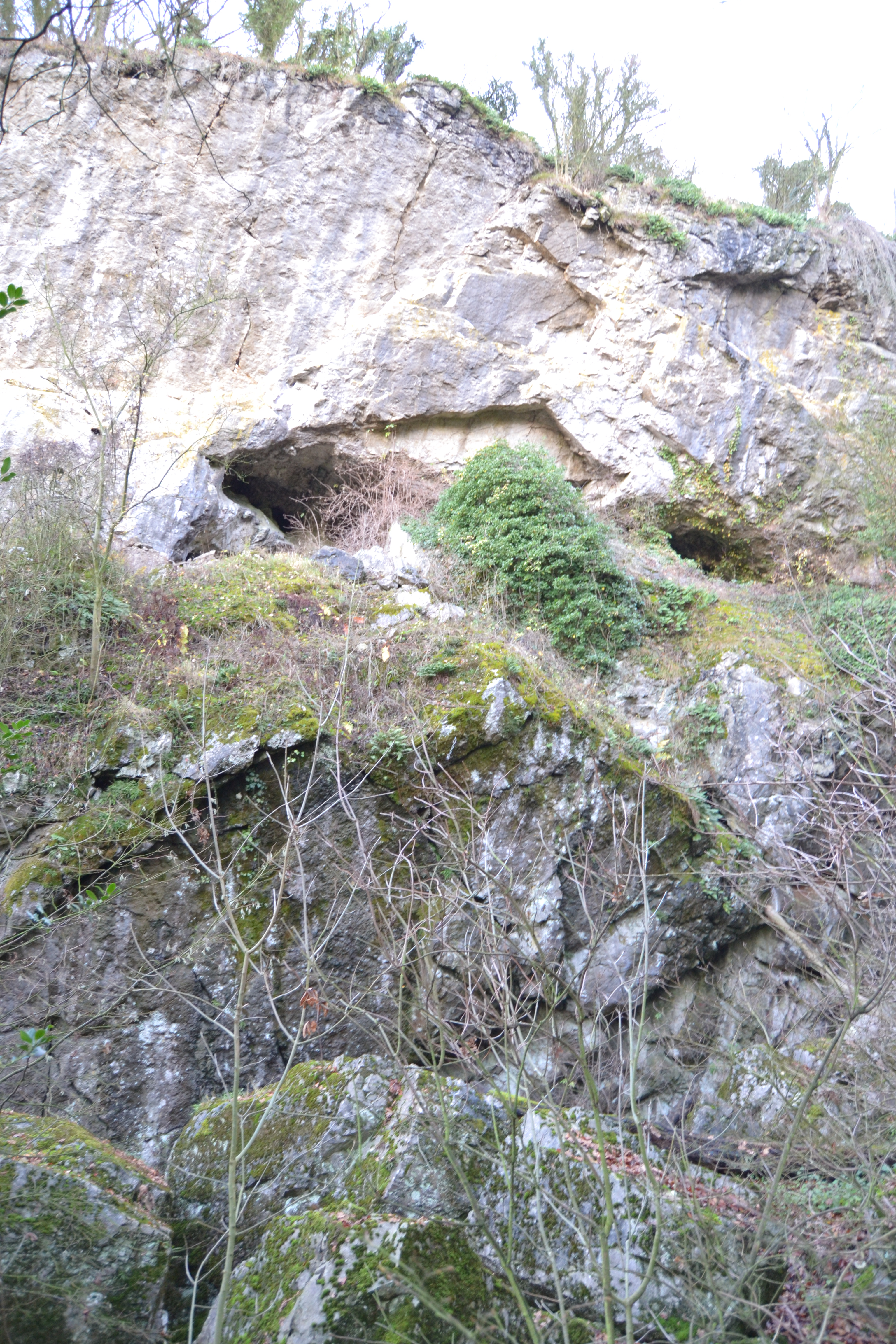
Верхні печери та руїни нижньої печери.

Нижня печера була відома як Trô Cwaheur. Вона також відкривалася на північ, але з тих пір була зруйнована після обвалів у 1993 і 2006 роках. На момент дослідження Шмерлінга вона була 4 м завширшки на 5 м заввишки. Перша палата була 12 м завглибшки, а печера продовжувалася далі у вигляді галереї з ґрунтом і кістками. Зліва від входу була ще одна галерея зі сталактитами завдовжки 150 см. Інша галерея піднімалася до другої, меншої камери, яка була всіяна кістками:
- кістки ведмедя, гієни, носорога; деякі цілі, деякі зламані та мають ознаки переміщення водою
- великий людський різець
- кістка верхньої щелепи зі зношеними зубами
- два хребці
- ключиця
- фрагменти променевої та ліктьової кісток
- п'ясткова кістка і плеснові кістки
- поруч із останками тварин — череп неолітичного гомо сапієнс, старшої особини з відсутніми кістками обличчя; позначений Engis 1
- другий череп, який розпався на шматки від дотику. Дослідження верхньої щелепи показало, що дорослі корінні зуби ще не опустилися: особині було 5 або 6 років на момент смерті, і вона була позначена Енгіс 2, після Шмерлінга. Також були знайдені молочні зуби, ключиці, фрагменти променевої кістки, ліктьової кістки та хребців, що змусило першовідкривача припустити, що він знайшов останки трьох різних людей. Череп зареєстровано як національне надбання в List of Classified Properties of the French Community[fr].

### Інші знахідки

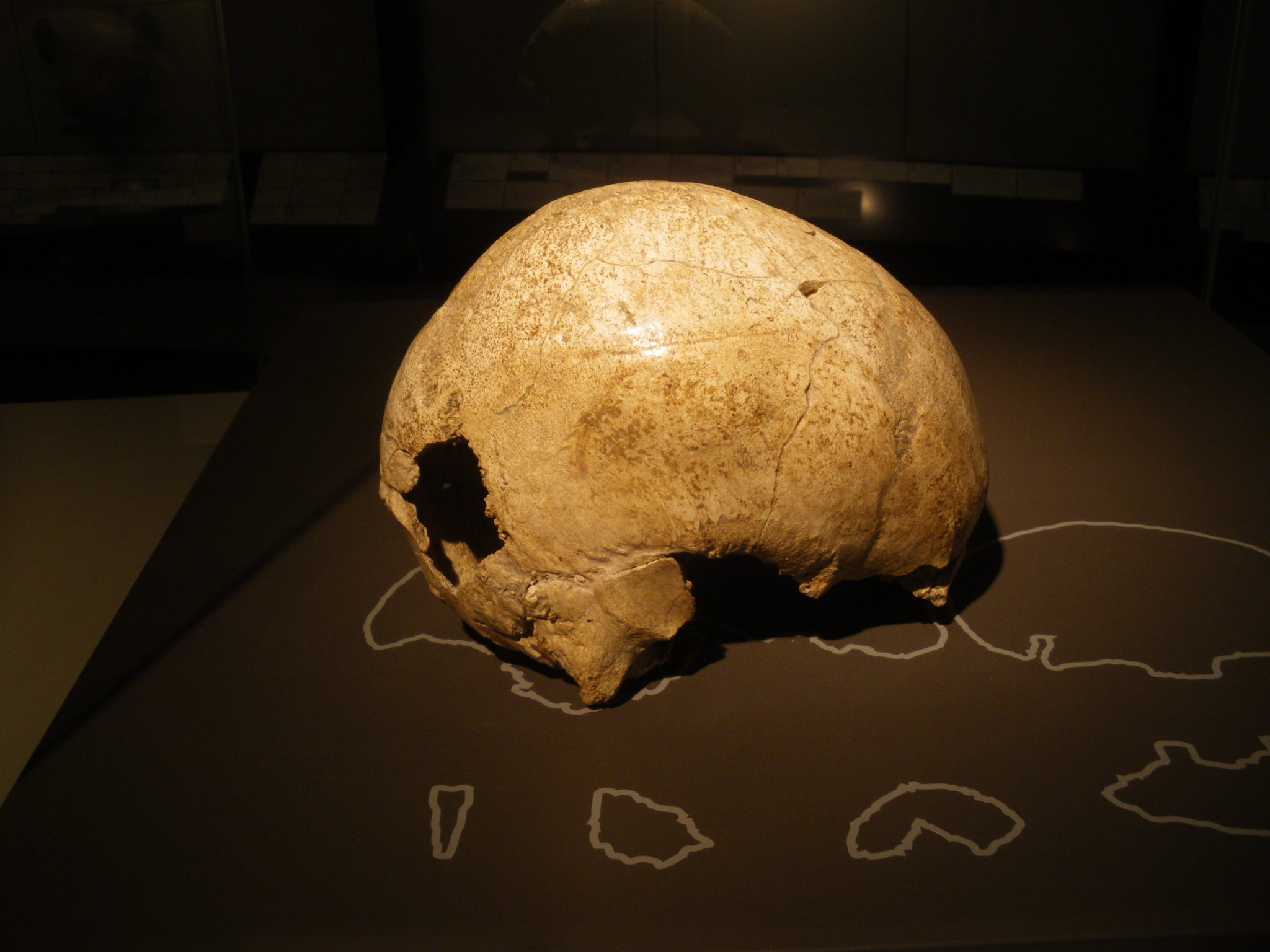
Енгіс 1, один із двох черепів, знайдених Шмерлінгом, належить неолітичному homo sapiens; колекція Музею Курціуса.

Була ще третя печера, на схід, яка була зруйнована під час експлуатації кар'єру. Пізніше дослідники, які досліджували пагорб, знайшли ще дві печери, в одній з яких було поховання з двома неолітичними скелетами.
У печері Анжі були знайдені зерна пшениці.